# District de Sakaraha
Le district de Sakaraha est un district de la région d'Atsimo-Andrefana, situé dans le sud-ouest de Madagascar.

## Démographie
La population du district de Sakaraha a connu une forte croissance depuis le début de l'exploitation des pierres précieuses qui s'y trouvent. La ville a accueilli presque tous les ethnies de Madagascar depuis la découverte des gisements de saphir. On a estimé sa population en 2001 à 74 000 habitants.

## Administration
Le district de Sakaraha a douze communes rurales : Sakaraha, Ambinany, Amboronabo, Andamasiny Vineta, Andranolava, Bereketa, Mahaboboka, Miary Lamatihy, Miary Taheza, Mihavatsy, Mitsinjo et Mikoboka.

## Géographie
Le district de Sakaraha est traversé par la route nationale no  7 (Toliara-Antananarivo). Il est entouré au nord par le district d'Ankazoabo, à l'ouest par le district de Toliara II, au nord-ouest par le district de Morombe, au sud par le district de Betioky, au sud-est par le district de Benenitra et à l'est par le district d'Ihosy qui appartient à la région d'Ihorombe. Seuls les districts de Beroroha (au nord d'Ankazoabo) et d'Ampanihy (au sud de Betioky) ne lui sont pas adjacents parmi les districts de la région d'Atsimo-Andrefana.

## Économie
Le district de Sakaraha produit du manioc, de la patate douce et du riz. Il ravitaille la ville de Toliara.
Il y a aussi dans ce district, presque dans toutes ses communes, des gisements de saphir. Ce sont surtout les Sri-Lankais et les Thaïlandais qui achètent et exportent les saphirs pour les revendre en Asie.